# Dischista staudingeri
Dischista staudingeri är en skalbaggsart som beskrevs av Thierry Bourgoin 1930. Dischista staudingeri ingår i släktet Dischista och familjen Cetoniidae. Inga underarter finns listade i Catalogue of Life.